# Boulognesare
Boulognesare är en hästras av kallblodstyp som härstammar från Boulogne-sur-Mer vid Engelska kanalen i norra Frankrike. Rasen är uråldrig och började utvecklas redan under år 55 f.Kr. Rasen användes redan på 1300-talet som stridshäst, men det var först på 1600-talet som rasen blev känd som boulognesare eller boulonnais, och två klart skilda typer utvecklades. Den mindre av dem, med en mankhöjd på mellan 1,55 och 1,60 meter, kallas maréeur eller mareyeur (tidvattenshäst). Den användes för transporter av färsk fisk från Boulogne till Paris. Idag är rasen ganska ovanlig och mareyertypen existerar troligtvis inte längre. Den tunga typen som fortfarande existerar är livligare än de flesta kallblodshästar och det arabiska inflytandet i rasen syns tydligt hos vissa hästar. Idag finns även ytterligare en typ som räknas mer som en varmblodshäst, Araboulonnais som är baserad på ännu mer utavel med arabiska fullblod. 

## Historia
Redan under förkristen tid (innan år 0) fanns stora, tunga kallblodshästar i Frankrike. Dessa hästar utgjorde basen för Boulognesaren. Under den romerska ockupationen år 55-54 f.Kr då Julius Caesar hade med sig hästar från orienten skulle Boulognesaren förädlas. Uppfödarna i området gjorde ett djärvt försök att korsa de ädla, lätta arabiska hästarna med de stora tunga kallbloden. Under 1000-talet infördes ytterligare blod från orientaliska hästar främst på grund av uppfödarnas egna önskningar. 
Under 1300-talet användes hästarna som stridshästar och den ökade användningen av tunga rustningar gjorde att man korsade Boulognesaren med tyngre kallblodshästar från norr för att få tillbaka den tunga och starka hästen. Det skulle dröja ända in på 1500-talet innan lättare hästar korsades in i rasen igen, då genom de hästar som spanjorerna hade med sig under Spaniens ockupation av Flandern. Under de kommande 300 åren skulle den spanska hästen användas i nästan all europeisk hästavel, så även hos Boulognesaren som blev känd under detta namn under 1600-talet. En annan lite lättare typ av häst utvecklades även kallad maréeur eller mareyeur (tidvattenshäst). Detta var en lättare körhäst som mest användes för att transportera fisk från Boulogne till Paris då den hade en snabb och energisk trav. 
Efter mekaniseringen av jordbruket och utvecklingen av bilen började dock Boulognesaren bli överflödig, det gick att transportera fisken snabbare med lastbil som dessutom hade frysfunktioner vilket gjorde att den lättare Mareyeurtypen försvann helt och hållet. Efterfrågan på den större, ursprungliga Boulognesaren kom nu nästan enbart från köttindustrin. Idag används hästarna som vagnshästar och även inom ibland i jordbruk och skogsbruk.

## Egenskaper
Det orientaliska och spanska blodet syns ibland väldigt tydligt i de annars väldigt grova Boulognesarna. Huvudet kan vara ädelt med fina arabiska drag och är oftast elegantare än hos andra tyngre hästraser. Det spanska och arabiska blodet har även gett de tunga hästarna en oanad eldighet och framåtanda som är sällsynt bland tunga kallblod.
En av Boulognesarens mest framträdande egenskaper är den fina, silkeslena huden som är unik för rasen, med tydliga, framträdande ådror som oftast inte syns på tunga dragare. Uppfödare och entusiaster menar att hårremmen hos Boulognesaren är som polerad marmor, mycket med utgång på den vita eller ljusgrå färg som Boulognesaren nästan uteslutande haft de senaste århundradena. Sedan några år tillbaka har dock uppfödarna satsat lika mycket på de hästar som har de ursprungliga bruna färgerna. Detta bland annat för att ta vara på allt avelsmaterial för att rädda rasen.

## Araboulonnais
Under sent 1900-tal började man utavla de tunga Boulognesarna med ännu mer arabiska fullblod för att få fram en lättare varmblodshäst som kunde fungera bättre som ridhäst. Arabiska fullblod valdes då Boulognesaren redan hade tydlig arabisk influens. Målet var att få fram en häst som hade arabens skönhet, men boulognesarens lugn. 
Avkommorna ur dessa korsningar blev energiska och atletiska hästar med en medelmankhöjd på ca 155-160 cm, som oftast är skimmelfärgade. Dessa typer har ännu inte godkänts som en egen ras och då den är relativt nyutvecklad finns inte heller någon tydlig karaktär hos hästen, utan den kan variera i utseende och storlek. Det har dock visat sig att dessa korsningar är mycket motståndskraftiga mot sjukdomar.